# Kilwa Kisiwani
Kilwa Kisiwani is een klein eiland dat vlak voor de kust van Tanzania gelegen is.

## Geschiedenis
De haven van het eiland speelde vanaf de 9de tot de 19de eeuw een zeer belangrijke rol in de handel over de Indische Oceaan. Het hoogtepunt lag in de 13de en 14de eeuw, daarna werd de haven vaak bezocht door Europese ontdekkingsreizigers zoals Vasco da Gama. In 1505 heeft Francisco de Almeida er een vesting gebouwd. De Portugezen gaven het eiland de naam Quiloa en onder die naam was het ook bekend in het Westen. De Portugezen bleven tot 1512. In 1784 kwam Kilwa Kisiwani onder de heerschappij van de al-Busaidi dynastie van Oman en ontwikkelde het zich tot een centrum van de slavenhandel.
Het eiland heeft een sleutelrol gespeeld in het ontstaan van het Swahili en de islamisering van Oost-Afrika. Bovendien geeft het een beeld van de uitgebreide handel uit de Middeleeuwen en de Nieuwe Tijd.
In het gedicht Paradise Lost van John Milton wordt naar dit eiland verwezen.

## Werelderfgoed
Op het eiland zijn heel wat ruïnes terug te vinden, waaronder deze van de grote moskee die in de 12de eeuw werd gebouwd en in de 15de eeuw werd uitgebreid, verschillende kleinere moskeeën, het Husuni Kubwa paleis, een gevangenis en een urbaan complex met huizen, een publieke markt, moskeeën, stadswallen en begraafplaatsen.
In 1981 werden de ruïnes samen met de ruïnes van Songo Mnara, een eiland dat dicht bij Kilwa Kisiwani ligt, toegevoegd aan de Werelderfgoedlijst van UNESCO maar sinds 2004 worden ze beschouwd als werelderfgoed in gevaar. Er zijn diverse redenen waarom de ruïnes stilaan in puin vallen. Een eerste is de erosie door de zeelucht, een andere is de vegetatie die tussen de stenen groeit. Sommige planten zijn echter zo in de ruïnes vergroeid dat het moeilijk wordt hen te verwijderen zonder dat de gebouwen instorten. Een derde reden voor het uiteenvallen van de ruïnes is het regenwater dat tussen de stenen door sijpelt.